# Corey Peters (Footballspieler)
Corey Peters (* 8. Juni 1988 in Pittsburgh, Pennsylvania) ist ein ehemaliger US-amerikanischer American-Football-Spieler auf der Position des Defensive Tackles. Er spielte für die Atlanta Falcons, die Arizona Cardinals und die Jacksonville Jaguars in der National Football League (NFL).

## Frühe Jahre
Peters ging in Louisville, Kentucky, auf die Highschool. Später besuchte er die University of Kentucky.

## NFL

### Atlanta Falcons
Peters wurde im NFL-Draft 2010 in der dritten Runde an 83. Stelle von den Atlanta Falcons ausgewählt. Am 8. Juni 2010 unterschrieb er einen Vierjahresvertrag. Am 4. März 2014 unterschrieb er einen Einjahresvertrag bei den Falcons.

### Arizona Cardinals
Am 10. März 2015 unterschrieb Peters einen Dreijahresvertrag bei den Arizona Cardinals. Vor dem ersten Spieltag der Saison 2015 riss er sich die Achillessehne, so dass er die gesamte Saison ausfiel. Am 1. Dezember 2017 verlängerte Peters seinen Vertrag um weitere drei Jahre bei den Cardinals. Mit 43 Tackles erreichte er in der Saison 2018 seine persönliche Bestleistung.

### Jacksonville Jaguars
Am 12. September 2022 nahmen die Jacksonville Jaguars Peters zunächst für ihren Practice Squad unter Vertrag. Er bestritt zwölf Spiele für Jacksonville, davon drei als Starter. Nach der Saison gab Peters am 6. April 2023 sein Karriereende bekannt.